# One Minute
One Minute – piosenka pop-rockowa stworzona przez Kelly Clarkson, Chantal Kreviazuk, Karę DioGuardi i Raine Maidę na trzeci studyjny album Clarkson, My December (2007). Została wydana jako trzeci singel 18 września 2007 roku tylko w Australii.
Pierwotnie miał być pierwszym singlem z albumu My December. Utwór został zarejestrowany podczas sesji nagraniowej poprzedniego wydawnictwa Clarkson Breakaway. Podczas trasy promującej piosenka była zawsze wykonywana jako pierwsza z setlisty. Do tej piosenki Kelly także nie zrealizowała teledysku.